# Kirgizisch curlingteam (mannen)
Het Kirgizische curlingteam vertegenwoordigt Kirgizië in internationale curlingwedstrijden.

## Geschiedenis
De Kirgizische Curlingfederatie werd in 2017 gesticht. Het zou daarna nog tot 2021 duren eer de nationale ploeg opgericht werd. Kirgizië maakte zijn debuut op het internationale toneel op het pre-kwalificatietoernooi voor de Olympische Winterspelen 2022. Het toernooi vond in oktober 2021 plaats in Turkije. Kirgizië wist als tweede te eindigen in diens poule en stootte zo door naar de eindfase, waarin het werd uitgeschakeld door het gastland.
Daarna zou het wachten zijn tot 2025 vooraleer Kirgizië wederom deelnam aan een internationaal toernooi. Het Kirgizische team eindigde als negende op de Aziatische Winterspelen in het Chinese Harbin.

Andorra · Australië · België · Bosnië en Herzegovina · Brazilië · Bulgarije · Canada · China · Chinees Taipei · Denemarken · Duitsland · Engeland · Estland · Filipijnen · Finland · Frankrijk · Georgië · Griekenland · Groot-Brittannië · Guyana · Hongarije · Hongkong · Ierland · IJsland · India · Israël · Italië · Jamaica · Japan · Kazachstan · Kenia · Kirgizië · Kroatië · Letland · Liechtenstein · Litouwen · Luxemburg · Mexico · Nederland · Nieuw-Zeeland · Nigeria · Noorwegen · Oekraïne · Oostenrijk · Polen · Portugal · Puerto Rico · Qatar · Roemenië · Rusland · Saoedi-Arabië · Schotland · Servië · Slovenië · Slowakije · Spanje · Thailand · Tsjechië · Tsjecho-Slowakije · Turkije · Verenigde Staten · Wales · Wit-Rusland · Zuid-Korea · Zweden · Zwitserland